# Vela vrata
Vela vrata – cieśnina w Chorwacji, oddzielająca półwysep Istria od wyspy Cres, część Morza Adriatyckiego i Kvarneru.

## Opis
Jej długość wynosi 7,5 km, szerokość waha się od 4,2 do 5,5 km, a średnia głębokość to 65 m. Łączy Zatokę Rijecką z Kvarnerem.